# Subdistrito de Xuguantun
O Subdistrito de Xuguantun (chinês tradicional: 徐官屯街道, chinês simplificado: 徐官屯街道, pinyin: Xúguāntún Jiēdào) é um subdistrito no distrito de Wuqing, na cidade de Tianjin, China. O subdistrito faz fronteira com as cidades de Nancaicun e Dajianchang no norte, com Caozili e Meichang no leste, com os subdistritos de Yunhexi e Yangcun no sul e com o subdistrito de Dongpuwa no oeste. Sua populacão era de 16,981 habitantes no censo chinês de 2010.  
O subdistrito recebeu o nome de Xuguantun (chinês simplificado: 徐官屯, lit. ‘Aldeia oficial de Xu’), e é onde está localizada a sede do governo local. 

## Geografia
O subdistrito de Xuguantun está localizado ao sul do rio Paiwu em Pequim, com o Grande Canal passando pelo seu meio. A Rodovia Nacional 103 atravessa a porção oeste do subdistrito. Sua altitude média é de sete metros acima do nível do mar. 

## História
| Ano             | Status                             | Parte de                    |
| --------------- | ---------------------------------- | --------------------------- |
| 1982 - 1983     | Parte da Comuna Popular de Yangcun | Condado de Wuqing, Tianjin  |
| 1983 - 1984     | Município de Yangcun               | Condado de Wuqing, Tianjin  |
| 1984 - 2000     | Município de Xuguantun             | Condado de Wuqing, Tianjin  |
| 2000 - 2001     | Município de Xuguantun             | Distrito de Wuqing, Tianjin |
| 2001 - presente | Subdistrito de Xuguantun           | Distrito de Wuqing, Tianjin |

## Divisões Administrativas
No ano de 2022, o subdistrito de Xuguantun tinha 13 subdivisões, incluindo 4 comunidades residenciais e 9 aldeias. Eles estão listados abaixo: 

### Comunidades residenciais
- Xinli (新丽)
- Caoyuan (曹园)
- Kongguantun (孔官屯)
- Jingrui Huayuan (景瑞花园)

### Aldeias
- Xue Zhuang (薛庄)
- Fei Zhuang (费庄)
- Shagudui (沙古堆)
- Baojiaying (宝稼营)
- Ma Zhuang (马庄)
- Chu Zhuang (褚庄)
- Duan Zhuang (段庄)
- Xiaoxin Zhuang (小辛庄)
- Xinliu Zhuang (新刘庄)

## Galeria

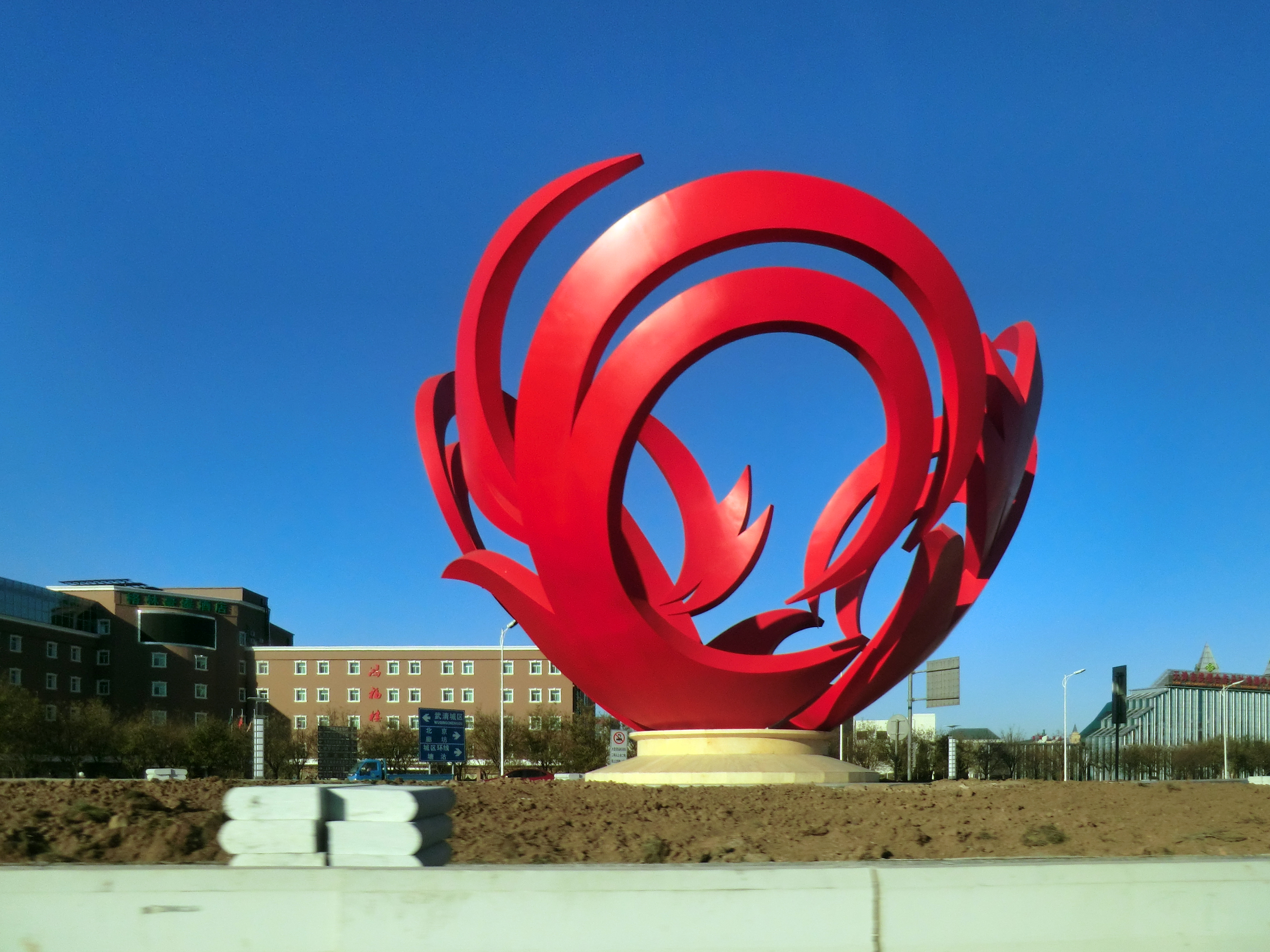
Monumento junto à Estrada Nacional 103
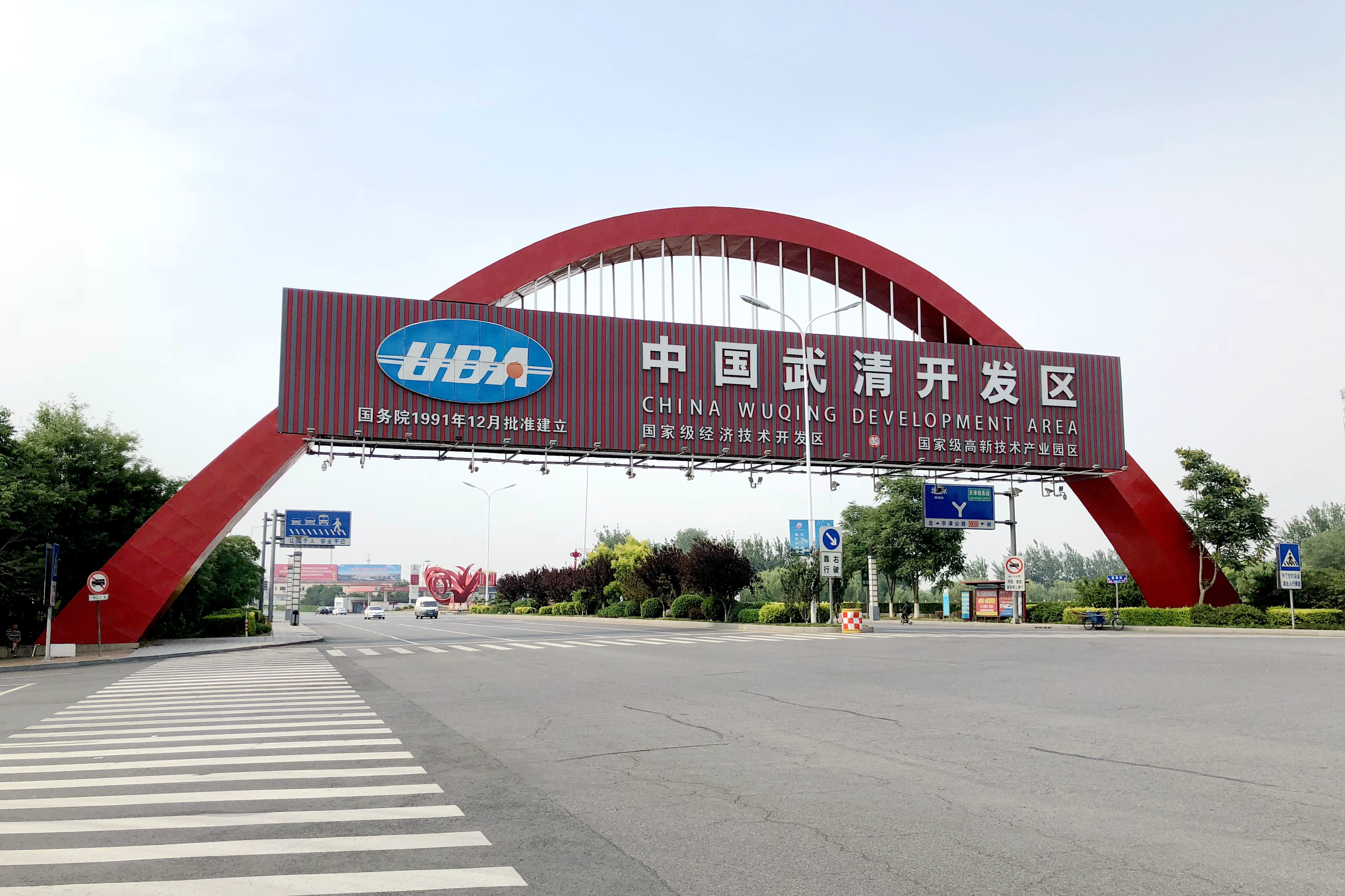
Zona de Desenvolvimento Wuqing
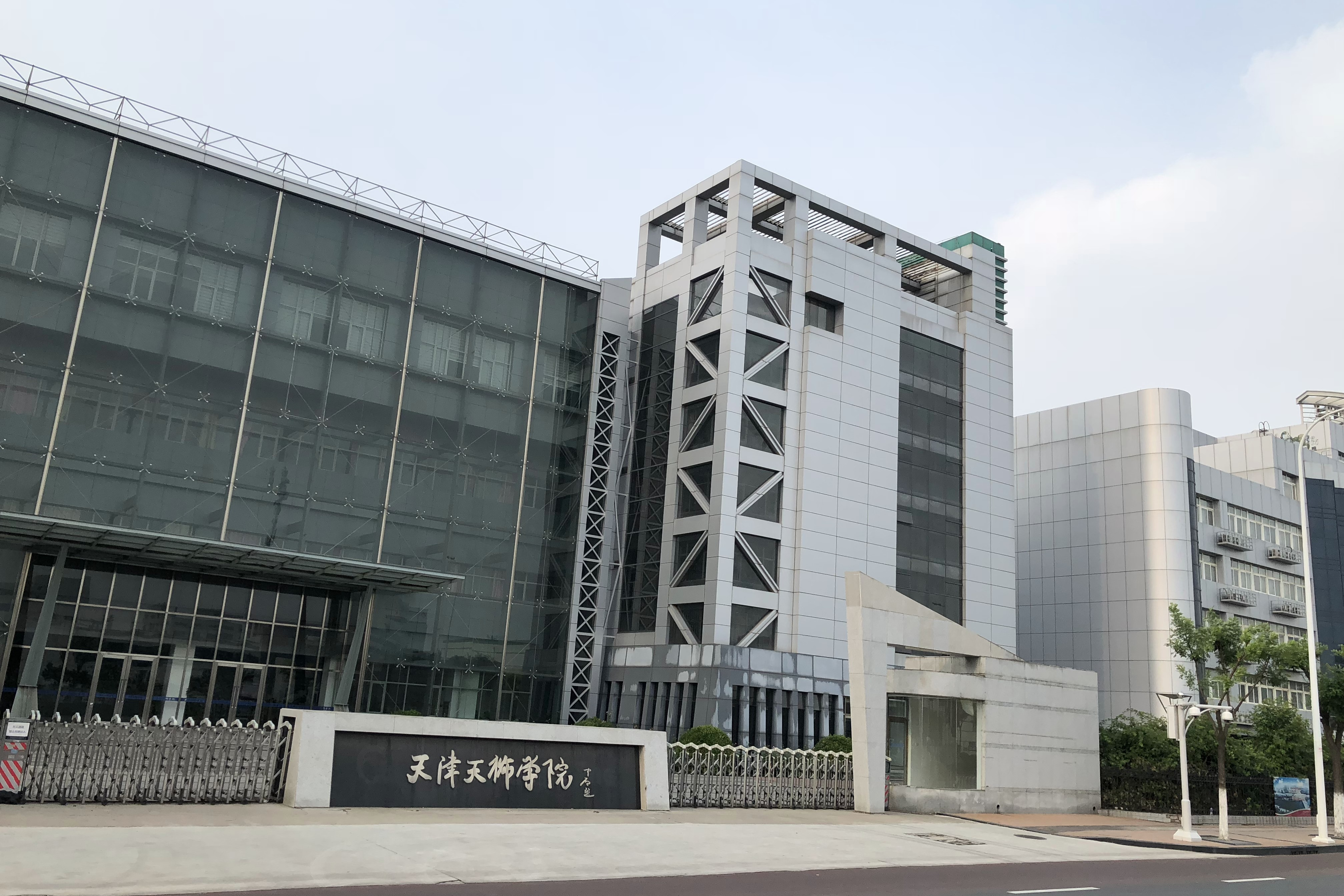
Faculdade Tianjin Tianshi
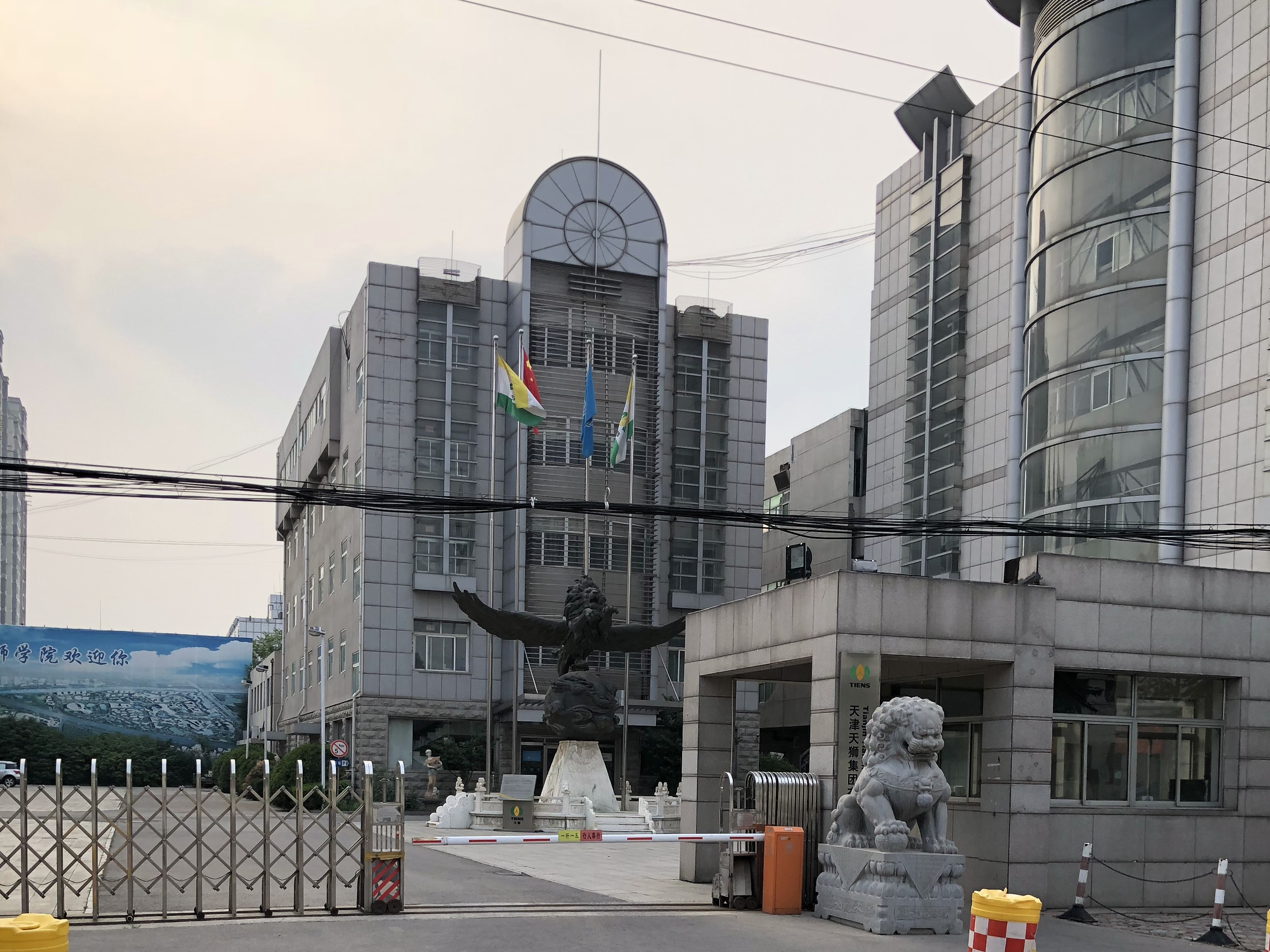
Sede do Grupo Tiens